# Wakui Hidetoshi
Hidetoshi Wakui (sinh ngày 12 tháng 2 năm 1983) là một cầu thủ bóng đá người Nhật Bản.

## Sự nghiệp câu lạc bộ
Hidetoshi Wakui đã từng chơi cho Albirex Niigata.